# تیم ملی هندبال زیر ۲۱ سال زنان ایران
تیم ملی هندبال زیر ۲۱ سال زنان ایران یا تیم ملی هندبال زنان جوان ایران نماینده هندبال زنان ایران در رده سنی جوانان در مسابقات جهانی و بین‌المللی می‌باشد. و توسط فدراسیون هندبال جمهوری اسلامی ایران کنترل می‌شود.

## مسابقات

### قهرمانی جهان
| سال          | رتبه      | بازی | برد | باخت |
| ------------ | --------- | ---- | --- | ---- |
| ۱۹۷۷ تا ۲۰۲۲ | حاضر نبود | -    | -   | -    |
| ۲۰۲۴         |           |      |     |      |
| مجموع        |           |      |     |      |

### قهرمانی آسیا
| سال   | رده       | بازی | برد | برابر | باخت |
| ----- | --------- | ---- | --- | ----- | ---- |
| ۱۹۹۰  | حاضر نبود |      |     |       |      |
| ۱۹۹۲  | حاضر نبود | –    | –   | –     | –    |
| ۱۹۹۵  | حاضر نبود | –    | –   | –     | –    |
| ۱۹۹۶  | حاضر نبود | –    | –   | –     | –    |
| ۱۹۹۸  | حاضر نبود | –    | –   | –     | –    |
| ۲۰۰۰  | حاضر نبود | –    | –   | –     | –    |
| ۲۰۰۲  | حاضر نبود | –    | –   | –     | –    |
| ۲۰۰۴  | حاضر نبود | –    | –   | –     | –    |
| ۲۰۰۷  | هفتم      |      |     |       |      |
| ۲۰۰۹  | حاضر نبود | –    | –   | –     | –    |
| ۲۰۱۱  | ششم       |      |     |       |      |
| ۲۰۱۳  | حاضر نبود | –    | –   | –     | –    |
| ۲۰۱۵  | ششم       |      |     |       |      |
| ۲۰۱۷  | حاضر نبود | –    | –   | –     | –    |
| ۲۰۱۹  | حاضر نبود | –    | –   | –     | –    |
| مجموع | ۳/۱۵      |      |     |       |      |